# Prosternon tessellatum
Prosternon tessellatum је инсект из реда тврдокрилаца који припада фамилији скочибуба (Elateridae). 

## Распрострањеност
Врста је распрострањена у Палеарктичком региону,  Азији и северном делу неарктичког царства. У Србији је бележена у западном, централном, југоисточном и југозападном делу земље. 

## Станиште
Prosternon tessellatum се понекад јавља у великом броју у централноевропским боровим и храстовим шумама. Типично станиште су равничарска подручја близу река или рубова других станишта попут шикара, шума и сматра се да постоји повезаност са јовом (Alnus spp.). По топлом времену одрасле јединке се често могу видети на ниском растињу, травама (Poaceae), цветовима чичка (Arctium spp.) или цвастима биљка из породице штитара (Apiaceae). Иако нису забележене као штеточине могу се наћи у расадницима и пољопривредним усевима.

## Опис врсте
Инсект може достићи дужину тела од 9 до 11 mm. Пронотум им је црно-браон боје са израженом пубесценцијом која је присутна и на елитронима. Елитрони су једнолично смеђе до црно обојени, док је доња страна тела црне боје. Ова врста се одликује симетричним шарама које су производ кремастожуте до златне пубесценције која у потпуности покрива дорзалну страну тела. Антене су црне боје. Ноге дугачке и витке углавном светлије обојене.
Према свом изгледу је слична врсти Agrypnus murinus.

## Животни циклус
Након парења женка полаже јаја у земљу око стабљика зељастих биљака али и у пањевима четинара. У земљишту ће се из јаја развити ларве које се хране корењем биљака и другим инсектима попут борове пеље (Dendrolimus pini) и ларвама оса Neodiprion spp. . Потребно им је две године да заврше свој развој након чега прелазе у стадијум лутке. Улуткане остају под земљом до следећег пролећа.